# Anca Măroiu
Anca Bacioiu Măroiu (ur. 5 sierpnia 1983 w Krajowie) – rumuńska szpadzistka, trzykrotna medalistka mistrzostw świata, wielokrotna medalistka mistrzostw Europy.
Podczas mistrzostw świata w Paryżu w 2010 roku Rumunki w składzie: Ana Maria Brânză, Simona Alexandru, Anca Măroiu i Loredana Iordăchioiu zdobyły złoty medal w turnieju drużynowym. Wynik ten Rumunki powtórzyły na mistrzostwach świata w Katanii w 2011 roku. Na tej samej imprezie zdobyła brązowy medal w turnieju indywidualnym. Wyprzedziły ją jedynie Chinki: Li Na i Sun Yujie.
Wystartowała na igrzyskach olimpijskich w Londynie w 2012 roku, gdzie drużynowo była szósta, a indywidualnie dotarła do ćwierćfinałów. Były to jej jedyne starty olimpijskie.
Zdobyła drużynowo złoty medal na mistrzostwach Europy w Izmirze w 2006 roku. W zawodach drużynowych zdobyła też złote medale na mistrzostwach Europy w Płowdiwie (2009) i mistrzostwach Europy w Sheffield (2011) oraz srebrny na mistrzostwach Europy w Legnano (2012). Ponadto zdobyła dwa medale w turniejach indywidualnych: brązowy na mistrzostwach Europy w Izmirze w 2006 roku i srebrny na mistrzostwach Europy w Legnano (2012).